# 1366년

## 연호
- 원(元) 지정(至正) 26년
- 일본(日本) 남조(南朝) 쇼헤이(正平) 21년
- 일본(日本) 북조(南朝) 조지(貞治) 5년
- 쩐 왕조(陳朝) 다이찌(大治) 9년

## 기년
- 원(元) 혜종(惠宗) 34년
- 고려(高麗) 공민왕(恭愍王) 15년
- 쩐 왕조(陳朝) 유종(裕宗) 26년

## 사건
- 전민변정도감 설치
- 카스티아 내전이 시작됐다.

## 탄생
- 4월 3일 - 잉글랜드의 왕 헨리 4세. (~1413년)
- 5월 11일 - 잉글랜드의 국왕 리처드 2세의 첫 번째 왕비 보헤미아의 앤. (~1394년)